# Method (película de 2017)
Method (en hangul, 메소드; romanización revisada, Mesodeu) es una película surcoreana estrenada el 13 de octubre de 2017 en el Festival Internacional de Cine de Busan. Fue dirigida y escrita por Bang Eun-jin, producida por Kim Sung-eun y protagonizada por Park Sung-woong, Oh Seung-hoon y Yoon Seung-ah en los roles principales.

## Argumento

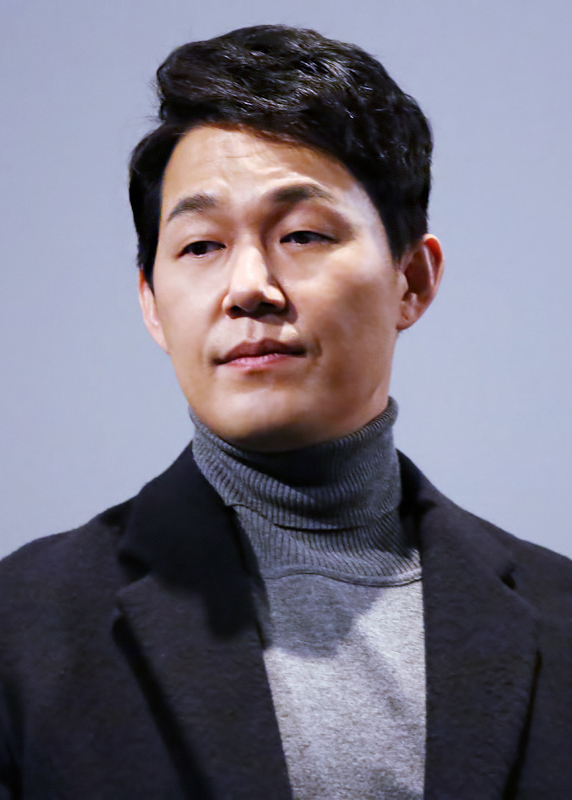
Park Sung-woong interpretó el papel de Jae-ha, un actor veterano conocido por dedicarse en cuerpo y alma a sus personajes.

El actor veterano Jae-ha (Park Sung-woong) y el idol novato Young-woo (Oh Seung-hoon) son seleccionados para actuar en una obra teatral titulada Unchain en los roles de Walter y Singer, una pareja de amantes. Young-woo inicialmente no coopera durante los ensayos; llega tarde y no muestra interés o entusiasmo alguno por la obra. Frustrado por la frívola actitud de su compañero hacia la actuación, Jae-ha le insta a cambiar su comportamiento. Young-Woo ve con intriga la pasión de Jae-ha hacia su trabajo e inspirado por este, comienza a dedicarse a su papel, lee los libros que Jae-ha le presta e incluso le acompaña a un mercado para comprar utilería para la obra. Jae-ha es conocido por dedicarse en cuerpo y alma a sus personajes, un método mediante el cual asume la identidad de su personaje y actúa como este durante el período de tiempo que dure la obra en cuestión; incluso yendo tan lejos como para incorporar esta nueva personalidad en su vida diaria.
Tras enterarse de la peculiaridad de su coestrella, Young-woo secretamente también decide poner en práctica el mismo método, sólo para dejar de lado su personaje y terminar enamorándose de Jae-ha de verdad. La novia de Jae-ha, Hee-won (Yoon Seung-ah), comienza a sentir la creciente conexión entre ambos hombres a medida que el tiempo transcurre. El propio Jae-ha se encuentra cada vez más tenso y agitado emocionalmente, confundido por sus sentimientos hacia Young-woo, hasta que un día accidentalmente le hiere durante un ensayo. Más adelante, Jae-ha se encuentra con Young-woo en el teatro vacío y los dos comparten un primer beso que es presenciado por Hee-won. Al día siguiente, Jae-ha encuentra a Young-woo en los terrenos de su propiedad y le arrastra a uno de los cobertizos de pintura de Hee-won, donde Young-woo reconoce sus sentimientos por Jae-ha y ambos se besan apasionadamente. Posteriormente la pareja conduce hacia una playa, donde Young-woo publica fotos de su tiempo juntos en Instagram que provocan rumores sobre la naturaleza de su relación. Al día siguiente, ambos son encontrados abrazados en el automóvil de Young-woo por el mánager de este y Hee-won. Young-woo es alejado de Jae-ha por su mánager, quien acusa a Jae-ha de ser un pervertido cuya intención es aprovecharse de Young-woo. Mientras tanto, Jae-ha es confrontado por Hee-won acerca de su sexualidad.
En el día de la conferencia de prensa para Unchain, Young-woo le confiesa a Jae-ha que publicó las fotos a propósito porque quería compartir su amor con el mundo. Luego le pregunta a Jae-ha si le amaba, rogándole para que le cuente a todos sobre su relación. Jae-ha no responde, pero durante la conferencia niega los rumores afirmando que solo estaban actuando, pidiendo a las personas que dejasen de entrometerse en sus vidas privada y en cambio se centraran en la obra. Young-woo queda devastado ante la negativa de Jae-ha, e irrumpe en la casa de Jae-ha y Hee-won mientras mientras estos duermen. Al día siguiente, después de que Jae-ha se marcha, Hee-won se da cuenta de la presencia de otra persona en la casa, tras lo cual una de sus esculturas es tirada al suelo y se rompe.
Young-woo se retrasa durante la primera presentación de la obra y, mientras él y Jae-ha actúan, las líneas de Young-woo sugieren que ha lastimado a Hee-won, lo que enfurece a Jae-ha. Young-woo le pide a Jae-ha que lo bese, y cuando lo hace, este le susurra que el beso no estaba en el guion, implicando que lo hizo por voluntad propia. En la escena final de la obra, Young-woo representa el suicidio por ahorcamiento de su personaje, pero elige no usar el mecanismo de seguridad y comienza a asfixiarse. Jae-ha impide que muera sosteniéndolo hasta que la escena termina. Luego de que las luces se apagan, Jae-ha se da cuenta de que Young-woo no ha salido del escenario y tras regresar a buscarle le encuentra inconsciente. Young-woo despierta y ambos se despiden de la audiencia, quienes creen que todo lo sucedido forma parte de la obra. En el backstage, Young-woo le dice que ahora él es el "Singer perfecto", mientras que Jae-ha es solo un "Walter mediocre". Young-woo se retira después de la obra, mientras que Jae-ha y Hee-won se reúnen.

## Reparto
- Park Sung-woong como Jae-ha
- Oh Seung-hoon como Young-woo
- Yoon Seung-ah como Hee-won
- Ryu Tae-ho como Won-ho
- Kim Beom-jun como Mánager de Young-woo
- Lee Min-woong como Jefe de departamento
- Gi Do-yeong como Asistente de director
- Kang Jin-joo como Fotógrafo
- Kim Yeong-bin como Director de escena
- Jo Soo-jeong como Amiga de Hee-won
- Cha Se-young como Júnior de Hee-won
- Park Sang-hoon como 2.º asistente de director
- Lee Dal-hyung como Músico (cameo)
- Kim Hyun-joo como Radio DJ (cameo)

## Recepción
Method fue estrenada el 13 de octubre de 2017 en el Festival Internacional de Cine de Busan. Pierce Conran de Screen Anarchy, ha comentado que la película «es el trabajo menos impresionante de la directora Bang, puesto que toca temas finamente dibujados y cansadores.» Conran también escribió que Method, como una película queer, es «casi irrelevante, ya que se siente como un truco barato para agregar algo a una narración de amor prohibido rutinaria.»

## Premios y nominaciones
| Año  | Premio                 | Categoría         | Actor         | Resultado |
| ---- | ---------------------- | ----------------- | ------------- | --------- |
| 2018 | Chunsa Film Art Awards | Mejor actor nuevo | Oh Seung-hoon | Ganador   |
| 2018 | Wildflower Film Awards | Mejor actor nuevo | Oh Seung-hoon | Ganador   |
| 2018 | Buil Film Awards       | Mejor actor nuevo | Oh Seung-hoon | Nominado  |
| 2018 | Grand Bell Awards      | Mejor actor nuevo | Oh Seung-hoon | Nominado  |